# COLORS/太陽と月のこどもたち
「COLORS/太陽と月のこどもたち」（カラーズ/たいようとつきのこどもたち）は、V6の48枚目のシングル。2017年5月3日にavex traxから発売された。

## 解説
前作から2ヶ月振りのシングル。初回生産限定盤A/B・通常盤の3形態で発売され、全形態に初回シリアル動画特典が収録された。
「COLORS」はV6公式サイトにおいて、「『個』を大切にした内容で温かくも力強いメッセージを送る、V6の真骨頂であるハートフルソング」と紹介されている。テレビ朝日系ドラマ『警視庁捜査一課9係』の主題歌であり、ドラマ出演キャラクターやV6メンバーの個性豊かなそれぞれの"色"を歌っている。初回生産限定盤Aに収録されるミュージックビデオはアートディレクターの森本千絵が手掛け、「風の惑星」をテーマにフィルム撮影。「V6の聖地」と呼ばれる国立代々木競技場第一体育館で撮影され、これがV6にとって代々木の改修前最後の利用となる。
「太陽と月のこどもたち」はNHK『みんなのうた』4,5月放送曲。「誰もが皆、太陽と月のこどもたちで生まれたことには理由があるんだよ」というメッセージが込められている。

## 収録内容

### CD
※「GOLD」以降、通常盤のみ収録。
1. COLORS
作詞：micca
作曲：山田竜平
編曲：ha-j
  - 井ノ原快彦主演 テレビ朝日系ドラマ『警視庁捜査一課9係 season12』主題歌
2. 太陽と月のこどもたち
作詞・作曲：岩崎愛
編曲：井上陽介・岩崎愛
  - NHK『みんなのうた』2017年4, 5月放送曲
  - 『みんなのうた』で放送された『WAになっておどろう』をカバーしたことはあるものの、V6のオリジナル曲が『みんなのうた』で使用されるのは、これが初めてである。
3. GOLD
作詞・作曲：真部脩一
編曲：トオミヨウ
4. SPARK
作詞：Kanata Okajima
作曲：O-BANKZ・原田卓也・CHRISTOFER ERIXON
編曲：O-BANKZ
5. COLORS（Instrumental）
6. 太陽と月のこどもたち（Instrumental）
7. GOLD（Instrumental）
8. SPARK（Instrumental）

### DVD

#### 初回生産限定盤A
1. COLORS (Music Video)
2. COLORS (Music Video & ジャケットメイキング映像)

#### 初回生産限定盤B
1. 太陽と月のこどもたち (Lyric Video)
2. 色で振り返るV6の歴史！

### シリアル特典映像
- 『DREAM FESTIVAL 2016』V6 LIVE映像ダイジェスト後半（視聴可能期間：2017年5月2日12時 - 7月31日12時）
  - 前作『Can't Get Enough/ハナヒラケ』のシリアル特典に続き、"ドリフェス"のダイジェスト映像を収録。